# Niklas Hjalmarsson
Niklas Hjalmarsson (ur. 6 czerwca 1987 w Eksjö) – szwedzki hokeista, reprezentant Szwecji, olimpijczyk.

## Kariera
- Småland 1 (2002-2003)
- HV71 J20 (2003-2006)
- HV71 J18 (2004)
- HV71 (2004-2007)
  -  IK Oskarshamn (2007)
- Rockford IceHogs (2007-2009)
- Chicago Blackhawks (2007-2017)
  -  HC Bolzano (2011-2012)
- Arizona Coyotes (2017-2021)
- HV71 (2022-2023)

Wychowanek klubu Eksjö HC. W drafcie NHL z 2004 został wybrany przez Chicago Blackhawks. Od 2007 roku zawodnik tego klubu. Od listopada 2012 do początku stycznia 2013 roku na okres lokautu w sezonie NHL (2012/2013) związany kontraktem z włoskim klubem HC Bolzano. We wrześniu 2013 przedłużył kontrakt z Chicago o pięć lat. Od czerwca 2017 zawodnik Arizona Coyotes. W barwach tego klubu grał do 2021, potem w sezonie 2021/2022 nie grał a w listopadzie 2022 został zaangażowany w macierzystym HV71. W kwietniu 2023 ogłoszono zakończenie przez niego kariery.
Uczestniczył w turniejach mistrzostw świata edycji 2012, zimowych igrzysk olimpijskich edycji  2014, Pucharu Świata w 2016.

## Sukcesy
Reprezentacyjne
- Brązowy medal mistrzostw świata juniorów do lat 18: 2005
- Srebrny medal zimowych igrzysk olimpijskich: 2014

Klubowe
- Srebrny medal mistrzostw Szwecji: 2006 z Frölunda
- Mistrzostwo dywizji NHL: 2010, 2013 z Chicago Blackhawks
- Mistrzostwo konferencji NHL: 2010, 2013 z Chicago Blackhawks
- Presidents’ Trophy: 2013 z Chicago Blackhawks
- Clarence S. Campbell Bowl: 2010, 2013, 2015 z Chicago Blackhawks
- Puchar Stanleya: 2010, 2013, 2015 z Chicago Blackhawks

Indywidualne
- Mistrzostwa świata juniorów do lat 18 w 2005:
  - Pierwsze miejsce w klasyfikacji asystentów: 4 asysty